# Yola kivuana
Yola kivuana är en skalbaggsart som beskrevs av Guignot 1958. Yola kivuana ingår i släktet Yola och familjen dykare. Inga underarter finns listade i Catalogue of Life.